# Eendracht Termien
Eendracht Termien is een Belgische voetbalclub uit de Genkse wijk Termien. De club is aangesloten bij de KBVB met stamnummer 7919 en heeft blauw en geel als kleuren.

## Geschiedenis
De club ontstond eind jaren 60 als een vriendenploeg en begin jaren 70 sloot men zich aan bij een liefhebbersbond. Rond 1973 maakte men als Oud Termien uiteindelijk de overstap naar de KBVB. Men kreeg er stamnummer 7919 toegekend en ging er in de laagste provinciale reeks van start.
In 1992 ging men samen met VC Termien en werd de naam Eendracht Termien. De club slaagde erin op te klimmen naar de hogere provinciale reeksen. In 2011 keerde men na een titel in Tweede Provinciale terug op het hoogste provinciale niveau.
In 2017 wist Eendracht Termien geschiedenis te schrijven door voor het eerst in het bestaan te promoveren naar de nationale reeksen.

## Resultaten
| Seizoen | Klasse | Klasse | Klasse | Klasse | Klasse | Klasse | Klasse | Klasse | Klasse | Reeks                                                    | Punten                                                   | Opmerkingen                                                        |
|         | I      | I      | II     | III    | IV     | P.I    | P.II   | P.III  | P.IV   |                                                          |                                                          |                                                                    |
| ------- | ------ | ------ | ------ | ------ | ------ | ------ | ------ | ------ | ------ | -------------------------------------------------------- | -------------------------------------------------------- | ------------------------------------------------------------------ |
| 2004/05 |        |        |        |        |        | 12     |        |        |        | Eerste prov. Lim.                                        | 35                                                       |                                                                    |
| 2005/06 |        |        |        |        |        | 14     |        |        |        | Eerste prov. Lim.                                        | 24                                                       |                                                                    |
| 2006/07 |        |        |        |        |        |        | 7      |        |        | Tweede prov. Lim. B                                      | 51                                                       |                                                                    |
| 2007/08 |        |        |        |        |        |        | 8      |        |        | Tweede prov. Lim. B                                      | 41                                                       |                                                                    |
| 2008/09 |        |        |        |        |        |        | 6      |        |        | Tweede prov. Lim. B                                      | 51                                                       |                                                                    |
| 2009/10 |        |        |        |        |        |        | 3      |        |        | Tweede prov. Lim. B                                      | 61                                                       |                                                                    |
| 2010/11 |        |        |        |        |        |        | 1      |        |        | Tweede prov. Lim. B                                      | 69                                                       |                                                                    |
| 2011/12 |        |        |        |        |        | 7      |        |        |        | Eerste prov. Lim.                                        | 48                                                       |                                                                    |
| 2012/13 |        |        |        |        |        | 2      |        |        |        | Eerste prov. Lim.                                        | 62                                                       |                                                                    |
| 2013/14 |        |        |        |        |        | 4      |        |        |        | Eerste prov. Lim.                                        | 53                                                       |                                                                    |
| 2014/15 |        |        |        |        |        | 8      |        |        |        | Eerste prov. Lim.                                        | 46                                                       |                                                                    |
| 2015/16 |        |        |        |        |        | 2      |        |        |        | Eerste prov. Lim.                                        | 60                                                       |                                                                    |
|         | 1A     | 1B     | 1Am    | 2Am    | 3Am    | P.I    | P.II   | P.III  | P.IV   | Vanaf 2016-17 zijn er 3 nationale en 2 regionale niveaus | Vanaf 2016-17 zijn er 3 nationale en 2 regionale niveaus | Vanaf 2016-17 zijn er 3 nationale en 2 regionale niveaus           |
| 2016/17 |        |        |        |        |        | 1      |        |        |        | Eerste prov. Lim.                                        | 66                                                       |                                                                    |
| 2017/18 |        |        |        |        | 3      |        |        |        |        | Derde klasse Am. VV B                                    | 54                                                       |                                                                    |
| 2018/19 |        |        |        |        | 7      |        |        |        |        | Derde klasse Am. VV B                                    | 43                                                       |                                                                    |
| 2019/20 |        |        |        |        | 7      |        |        |        |        | Derde klasse Am. VV B                                    | 35                                                       |                                                                    |
| 2020/21 |        |        |        |        | -      |        |        |        |        | Derde afdeling VV B                                      | -                                                        | Geen competitie door Covid-19                                      |
| 2021/22 |        |        |        |        | 9      |        |        |        |        | Derde afdeling VV B                                      | 42                                                       |                                                                    |
| 2022/23 |        |        |        |        | 2      |        |        |        |        | Derde afdeling VV B                                      | 64                                                       | Geen promotie na verlies in de Eindronde tegen KVC Houtvenne (1-2) |
| 2023/24 |        |        |        |        | 1      |        |        |        |        | Derde afdeling VV B                                      | 72                                                       |                                                                    |
| 2024/25 |        |        |        | 4      |        |        |        |        |        | Tweede afdeling VV B                                     | 48                                                       |                                                                    |
| 2025/26 |        |        |        |        |        |        |        |        |        | Tweede afdeling VV B                                     |                                                          |                                                                    |

## Bekende (oud-)spelers
- Jordi Baur
- Benjamin De Ceulaer
- Stefan Teelen
- Cédric Van der Elst
- Ramon Voorn
- Marco Ospitalieri